# Саррага, Ойер
Ойер Саррага Эганья (исп. Oier Zarraga Egaña; род. 4 января 1999, Гечо, Испания) — испанский футболист, полузащитник клуба «Удинезе».

## Биография
Ойер — уроженец муниципалитета Гечо, находящегося в Стране Басков. В академию «Атлетика», главного клуба территории попал в 10 лет, перейдя из местной команды «Ромо». В сезоне 2017/2018 дебютировал во втором по силе фарм-клубе системы — «Басконии», игравшей в Терсере. Провёл в нём два сезона.
3 февраля 2019 года дебютировал за вторую команду басков — «Бильбао Атлетик», выйдя на замену в поединке Сегунды Впротив Лехоны. В сезоне 2019/2020 уже был постоянным игроком фарм-клуба, провёл 29 матчей и забил 5 мячей.
В июле 2020 года Саррага был вызван в основную команду для подготовки к новому сезону. 18 октября футболист дебютировал в Ла Лиге в поединке против «Леванте», выйдя на замену на 71-й минуте вместо Унаи Лопеса.